# Juan José Arreola Zúñiga
Juan José Arreola Zúñiga (Zapotlán el Grande —avui Ciudad Guzmán, Jalisco—, 21 de setembre de 1918-Guadalajara, 3 de desembre de 2001) era un escriptor, acadèmic i editor mexicà considerat un dels fundadors del realisme màgic. Fou profesor a la Universitat Nacional Autònoma de Mèxic.

## Obres principals

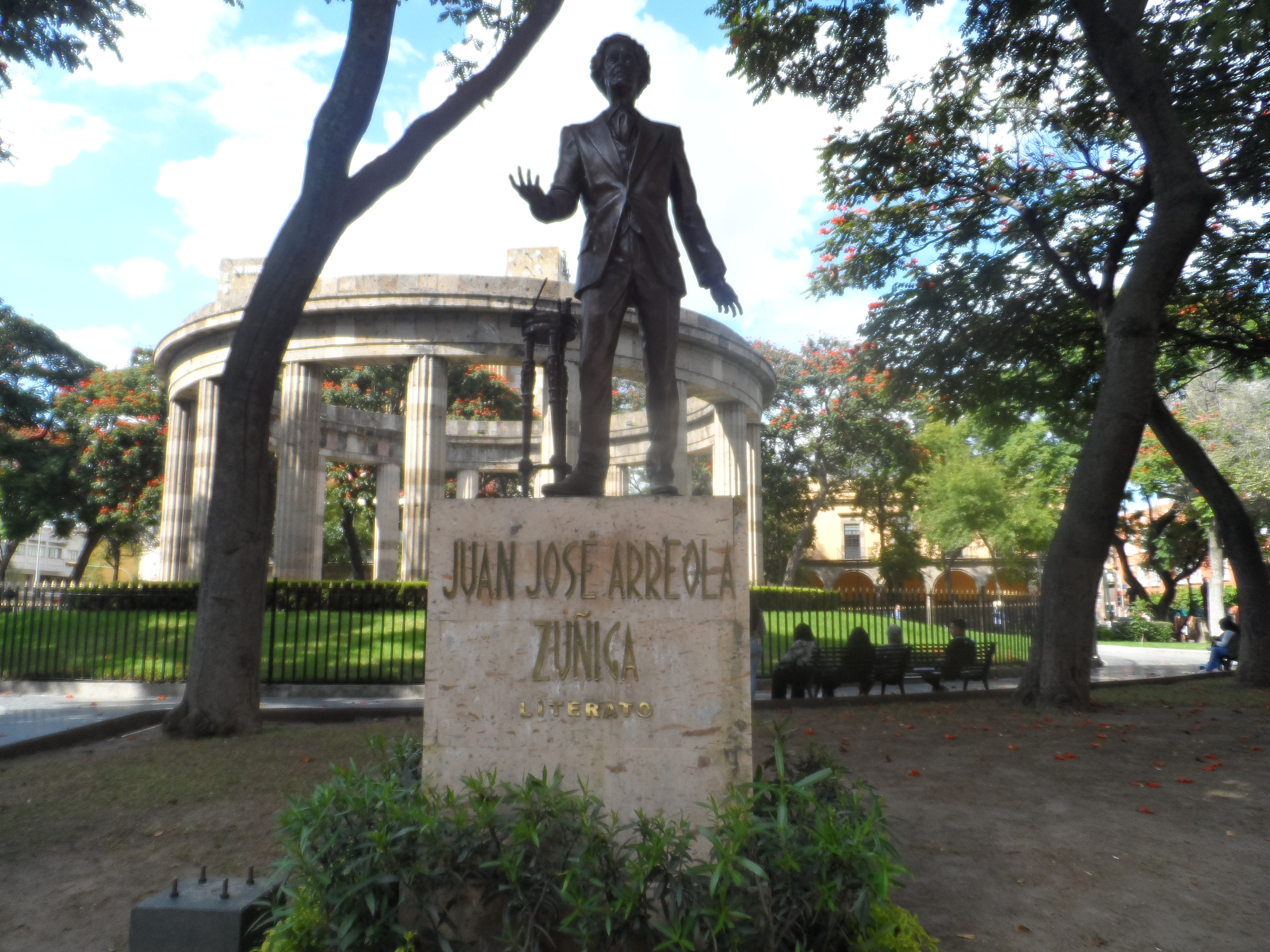

- Varia invención, 1949

- Confabulario total, 1962
- La hora de todos, 1954
- Bestiario, 1959
- La feria, 1963

## Premis
- Premio Jalisco de Literatura, 1953
- Premio Festival Dramático del INBA, 1955
- Premio Xavier Villaurrutia, 1963
- Premio Nacional de Periodismo, 1977
- Premio Azteca de Oro a la revelación anual de televisión, 1975
- Premio Nacional de Ciencias y Artes (Lingüística y Literatura), 1979
- Premio UNAM, 1987
- Premio Jalisco de Letras, 1989
- Premio Internacional de Literatura Juan Rulfo, 1990
- Premio Internacional de Literatura Latinoamericana y del Caribe Juan Rulfo, 1992
- Premio Internacional Alfonso Reyes, 1995